# Rudolf Schulz-Dornburg

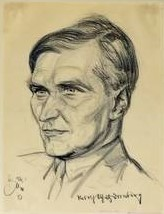
Emil Stumpp: Rudolf Schulz-Dornburg (1933)

Rudolf Schulz-Dornburg (* 31. März 1891 in Würzburg; † 16. August 1949 in Gmund am Tegernsee) war ein deutscher Dirigent und Komponist. Bekannt wurde er in den 1920er und 1930er Jahren als Avantgardedirigent und Pionier des modernen Musiktheaters. Er gehörte zu den Gründern der heutigen Folkwang-Hochschule. In der Zeit des Nationalsozialismus war er unter anderem Dirigent des Reichsorchesters des Deutschen Luftsportverbandes und Generalmusikdirektor des Deutschlandsenders. Nach dem Krieg amtierte er kurz als Generalmusikdirektor am Theater Lübeck.

## Frühe Jahre
Schulz-Dornburg entstammt einer Kölner Sängerfamilie. Sein Vater, Richard Schulz-Dornburg (1855–1913), war Konzertsänger und später Gesangs- und Hochschullehrer an der Kölner Musikhochschule. Sohn Rudolf hatte einen älteren Bruder und zwei Schwestern: Hanns Schulz-Dornburg (1890–1950) war als Opernsänger und Theaterintendant tätig, Maria Schulz-Dornburg (1892–1976) wirkte als Opernsängerin und Hochschullehrerin am Salzburger Mozarteum, Else Schulz-Dornburg (* 1903) als Koloratursoubrette.
Rudolf Schulz-Dornburg besuchte das Kölner Konservatorium und studierte anschließend in Würzburg. Zu seinen Lehrern gehörte Otto Neitzel, bei dem er Kompositionsunterricht erhielt.

## Berufsbeginn in der Weimarer Republik
Nach ersten Betätigungen als Sänger und Chorleiter wurde er 1912 nach einer Studienreise Kapellmeister am Deutschen Theater in Köln, wo er eine Bearbeitung des ältesten deutschen Singspiels Seelewig von Sigmund Theophil Staden aufführte. 1913 wechselte er als Dirigent (Kapellmeister) und Dramaturg an das Hoftheater Mannheim. Nach dem Ende des Ersten Weltkriegs, in dem er als Jagdflieger eingesetzt wurde, begann die Karriere Schulz-Dornburgs.

### Bochumer Symphoniker

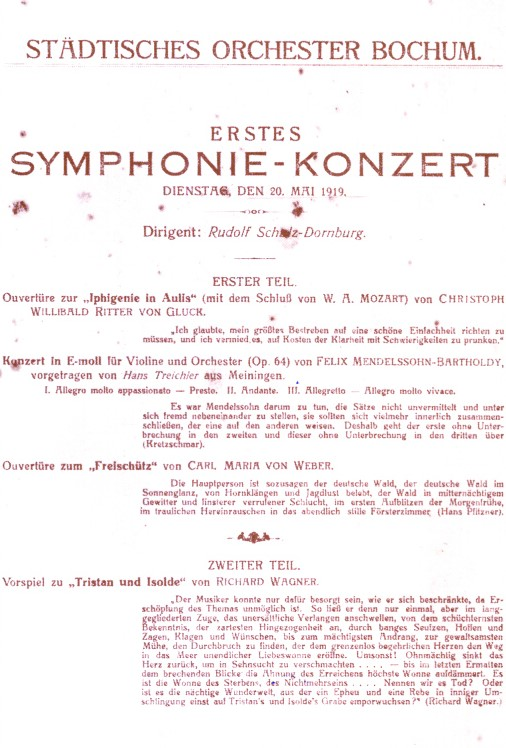
Städtisches Orchester Bochum 1919

Mit nur 28 Jahren wurde er 1919 zum Generalmusikdirektor des neu gegründeten Städtischen Orchesters Bochum berufen. In einer Zeit, in der im Ruhrgebiet – anders als in anderen Teilen Deutschlands – Symphonieorchester vergrößert wurden und neue entstanden, konnte Schulz-Dornburg dem Ensemble mit avantgardistischen Programmen (so mit Kompositionen von Paul Hindemith, Ernst Krenek und Erwin Schulhoff) schnell einen überregionalen Ruf verschaffen. Er realisierte auch die Idee, mittelalterliche Musik zusammen mit zeitgenössischer (in einem oder mehreren Konzerten) aufzuführen und so miteinander zu konfrontieren.

### Sinfonieorchester in Münster
Es folgte ab 1924 eine Tätigkeit als Generalmusikdirektor der Stadt Münster, mit Verantwortung für das Sinfonieorchester Münster und mit der musikalischen Leitung des Städtischen Theaters unter gleichzeitiger Übernahme der Direktorenfunktion an der „Westfälischen Schule für Musik“. Hier initiierte Schulz-Dornburg u. a. die „Händel-Renaissance“, die mit Händel-Opern und -Oratorien über die Region hinaus Aufmerksamkeit erregte. Auch die moderne Musik erlebte unter ihm einen Aufschwung in Münster – so wurden neben Hindemith auch Béla Bartók und Arnold Schönberg gespielt. Der Plan, eine „Akademie für Bewegung, Sprache und Musik“ zu gründen, zerschlug sich allerdings in der Wirtschaftskrise. Als es im Rahmen einer Ballettproduktion von Kurt Jooss (Der Tanz des Todes) zu einem Eklat kam, musste Schulz-Dornburg Münster verlassen.

### Essener Bühnen und Folkwang-Schule
Unter dem damaligen Oberbürgermeister Franz Bracht wurde er 1927 als „Künstlerischer Fachberater“ nach Essen berufen. Bracht erhoffte sich von seiner Verpflichtung eine deutliche Verbesserung des Essener Kulturlebens. So sollten auch Uraufführungen zu einer Anhebung des Niveaus der Essener Opernbühne führen. Gemeinsam mit Kurt Weill und Bertolt Brecht wurde die Idee zu einer revue-artigen Industrieoper, dem „Ruhr-Epos“, entwickelt. So sollte nach Schulz-Dornburg „etwas außerordentlich Wichtiges und Schönes werden, das ... Absichten der Stadt in künstlerischer Beziehung besonders deutlich schon im ersten Jahr erkennen lässt ...“. Auch in Essen profilierte sich der Generalmusikdirektor neben der Pflege der Klassik wieder als Befürworter modernistischer Strömungen in der Musik. So wurden Alban Berg, Ernst Krenek, Paul Hindemith, Arnold Schönberg und Igor Strawinsky auf die Bühne gebracht. Essen war zu dieser Zeit auch im Ballett richtungsweisend – die Jooss-Choreografie Der grüne Tisch erlebte hier 1932 ihre Uraufführung.
In Essen erfolgte 1927 auch die Gründung der (späteren) Folkwang-Hochschule. Das Ausbildungskonzept der Folkwang-Schule für Musik, Tanz und Sprechen entwickelte Schulz-Dornburg gemeinsam mit dem Bühnenbildner Hein Heckroth und dem ebenfalls nach Essen gewechselten Choreographen Kurt Jooss.

## Tätigkeit in der NS-Zeit
Nach der Machtergreifung der Nationalsozialisten 1933 änderte sich Schulz-Dornburgs programmatischer Ansatz. Er wandte sich von der vorher geförderten Avantgardemusik ab und begann, von den Machthabern geschätzte Künstler wie auch eine „arteigene Fliegermusik“ zu spielen und zu komponieren. Die bald geächtete Musik von Alban Berg, Strawinsky oder Hindemith wurde aus dem Repertoire gestrichen, Werke von Paul Höffer und Curt Gebhard aufgenommen. In der Spielzeit 1933/34 dirigierte er an der Städtischen Oper Berlin die Premiere der Oper Michael Kohlhaas von Paul von Klenau, der zu den führenden Komponisten im Nationalsozialismus gehörte. 1936 wurde Schulz-Dornburg als Gast-Dirigent für das alljährlich in Stuttgart vom „SS-Abschnitt X“ zum sog. „Tag der Machtergreifung“ veranstaltete Festkonzert verpflichtet, bei dem er das Württembergische Staatsorchester und das Orchester des Reichssenders Stuttgart vereinigte und ein Programm mit Werken von Ludwig van Beethoven aufführte, dessen Höhepunkt die Kantate Der glorreiche Augenblick war, die Schulz-Dornburg durch einen neuen, von ihm verfassten Text im Sinne des NS-Staates umprägte.
Carl Zuckmayer stellte 1944 in seinem für das Office of Strategic Services verfassten Charakterporträt zu Schulz-Dornburg fest:

„... sofort nach der Machtergreifung durch die Nazis tauchte er als Dirigent des ersten von Göring subventionierten Luftfahrtorchesters auf, die Russenbluse mit militärischen Orden geschmückt, und in sehr kurzer Zeit verwandelte sich die Arbeiterjoppe völlig in eine schöne schwarze SS-Uniform mit allerlei Führerabzeichen und hübschen Hakenkreuzchen.“

Die Lübecker Kulturjournalisten Karsten Bartels und Günter Zschacke vermuten, dass Schulz-Dornburg mit Blick auf seine Tätigkeiten in der NS-Zeit der „NSDAP zumindest nahegestanden haben musste“. Andererseits war Schulz-Dornburg, der zum Ende des Krieges Major der Luftwaffe war, im Dritten Reich auch umstritten und wurde bespitzelt.

### Reichsorchester Deutscher Luftsport

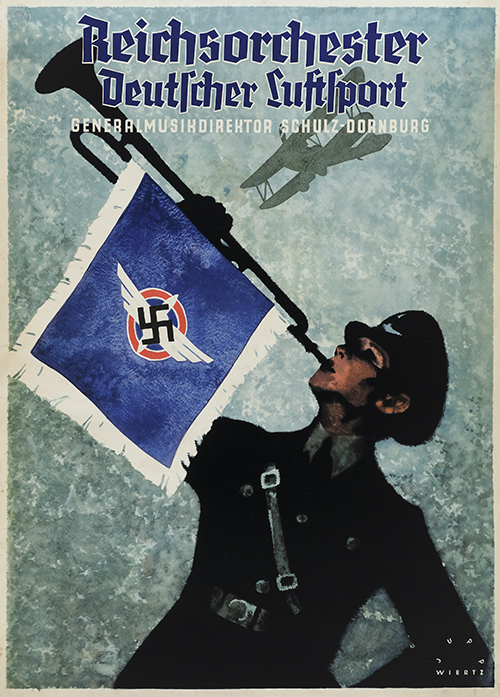
1934 von Jupp Wiertz für den Deutschen Luftsport-Verband entworfenes Plakat:
Reichsorchester Deutscher Luftsport / Generalmusikdirektor Schulz-Dornburg

Auf Wunsch Hermann Görings, der ebenfalls Jagdflieger im Ersten Weltkrieg gewesen war, gründete Schulz-Dornburg 1934 das Reichsorchester Deutscher Luftsport, dem er als Dirigent vorstand. Dieses Blasorchester des Deutschen Luftsportverbandes, einer Vorgängerorganisation der Luftwaffe der Wehrmacht, trat einschließlich seines Dirigenten in einer Art Phantasie-Uniform auf und bestand aus jungen und guten, wenn auch zunächst unerfahrenen Musikern. Schulz-Dornburg wurde in Medien als „Musikflieger“ oder „Fliegerkapitän“ des Orchesters bezeichnet und sehr bekannt. Das zu NS-Propagandazwecken genutzte Orchester trat im ganzen Land auf, mitunter sogar mehrmals täglich.

### Aufgaben in Berlin
Immer wieder arbeitete Schulz-Dornburg auch in Berlin, dazu wurde er von der Leitung des Luftsport-Orchesters beurlaubt. 1936 wurde er Chefdirigent des Deutschlandsenders. So wirkte er als Chefdirigent des Berliner Rundfunk-Sinfonieorchesters und arbeitete mit den Berliner Philharmonikern. Ab 1939 war er auch als Generalmusikdirektor und Dirigent beim neu gegründeten Kammerorchester des Deutschlandsenders tätig.

### Generalmusikdirektor beim Reichssender Köln
Seit April 1937 leitete Schulz-Dornburg das Orchester des Kölner Reichssenders. Hier versuchte er, seine musikpädagogische Arbeit – unter Ausschluss von neuer, atonaler Musik – fortzusetzen.

### Bei der Reichs-Rundfunk-Gesellschaft
1942 übernahm Schulz-Dornburg eine Abteilungsleiterfunktion innerhalb der Programmdirektion der Reichs-Rundfunk-Gesellschaft. Dabei arbeitete er dem Reichsintendanten zu. Die R-R-G befand sich seit 1941 im oberösterreichischen Stift Sankt Florian, in dem im 19. Jahrhundert Anton Bruckner gewirkt hatte. Schulz-Dornburg fungierte als Musikbeauftragter und sollte hier in der Endphase des Krieges einen Brucknersender aufbauen. Ab 1942 war Schulz-Dornburg Leiter der Gruppe „Ernste, aber allgemein verständliche Musik“ beim Großdeutschen Rundfunk.

## Nachkriegszeit
Nach dem Krieg hatte Schulz-Dornburg berufliche Schwierigkeiten. Zunächst im Westen Deutschlands vergebens nach einer Anstellung suchend, bot auch ein Wechsel 1946 in die Sowjetische Besatzungszone keine Zukunft. Die ihm angetragene Aufgabe als Musikdirektor in Plauen gab er nach kurzer Zeit auf. In der Spielzeit 1947/48 konnte er noch als Generalmusikdirektor am Theater Lübeck arbeiten. Auch hier kam es jedoch zu Auseinandersetzungen, in deren Folge er die Stelle verlor.

## Familie
Rudolf Schulz-Dornburg war seit 1925 mit der Theaterschauspielerin Ellen Hamacher (1898–1978), einer Tochter des Landschafts- und Marinemalers Willy Hamacher, verheiratet.
Aus der Ehe stammte der am 29. November 1929 in Essen geborene Sohn Michael Schulz-Dornburg, der als Kinderschauspieler 1937 in dem Film La Habanera den Filmsohn von Zarah Leander darstellte. Michael Schulz-Dornburg wurde im November 1944 zum Volkssturm eingezogen, Ende März 1945 dann zur Wehrmacht einberufen. Sein Schicksal ist ungeklärt, entweder fiel er in den letzten Kriegstagen als 16-Jähriger in Berlin oder im Oderbruch oder er starb in einem Kriegsgefangenenlager der Sowjets; sein Leichnam wurde nie gefunden. 
Ein zweiter Sohn des Paares ist der 1937 geborene Stefan Schulz-Dornburg, der später als Industriemanager, Filmproduzent und Schauspieler tätig war. Dessen leiblicher Vater war der Widerstandskämpfer und 1945 von der Gestapo ermordete Albrecht Graf von Bernstorff; das uneheliche Kind wurde von Rudolf Schulz-Dornburg als eigenes anerkannt und behandelt. Stefan Schulz-Dornburg erfuhr erst Jahre nach dem Tod des Musikers, dass dieser nicht sein leiblicher Vater gewesen war. Ein Enkelsohn ist der Drehbuchautor Nikolaus Schulz-Dornburg (* 1983).
Die Ehe der Schulz-Dornburgs zerbrach nach dem Zweiten Weltkrieg, sie wurde am 20. Juni 1948 geschieden. Bis zu seinem Tod im Jahr 1949 lebte Schulz-Dornburg mit einer neuen Lebensgefährtin.

## Rezeption
In seinem Roman Das Ohr der Väter fragt Stefan Schulz-Dornburg: „War Rudolf Schulz-Dornburg nun ein überzeugter Nationalsozialist, ein irregeleiteter Idealist oder war er ein opportunistischer Karriererist? Kann man das trennen? Das Urteil über diesen Mann fällt schwer, denn in seinem Charakter finden sich alle drei Elemente.“